# 夏清贻
夏清贻（1876年—1940年），字颂莱，号公奴，江苏嘉定人，中华民国教育家、音乐家、翻译家、出版家、政治人物。

## 生平
夏清贻早年曾经留学日本，就读于早稻田大学。1902年，夏清贻创办上海开明书店（该书店位于福州路老巡捕房东首，麦家圈附近）。辛亥革命期间，他作为北军红十字会会员，参与南北议和期间的秘密谈判。1912年中华民国成立后，他曾经历任北洋政府国务院秘书，印铸局参事、东北边防军司令长官公署秘书厅机要处主任等职务。

## 作曲
1904年，夏清贻成为沈心工在上海举办的速成乐歌讲习会、沪学会等音乐教学团体的学员。经过学习，他使用日本作曲家奥山朝恭作曲的《樱井诀别》（櫻井の訣別）的曲调，填词而成爱国歌曲《何日醒》。这首歌受到了包括周恩来在内的众多中国青年的喜爱。1905年，夏清贻曾经应张謇之请来到通州民立师范学校担任教习，为学生教唱乐歌。

## 作品

### 著作
- 夏清贻译辑，中学地理教科书，教科书译辑社
- 公奴，金陵卖书记，上海：开明书店，1902年
- 夏清贻，英特战纪，上海：开明书店，1904年
- 夏清贻，中学本国史教科书，上海：开明书店，1905年
- 夏清贻，龍門師範學校講義·歷史教授法，上海：开明书局，1906年
- 夏清贻撰，苏省铁路营业报告，铅印本，1908年
- 夏清贻，运动北军反正记，载 中国社会科学院近代史研究所近代史资料编辑组编，辛亥革命资料类编，北京：中国社会科学出版社，1981年，第402-405页。
- 夏清贻编，江苏会馆收藏目录，铅印本，1935年

### 歌曲
- 夏颂莱编词，奥山朝恭作曲，何日醒，载 警钟日报·第七十四号，1904年5月9日

何日醒，载 沈心工编，学校唱歌六集，上海：文明书局，1915年

一、鸦片烟

一朝病国人都病，妖烟鸦片进。

呜呼吾族尽，四万万人厄运临。

饮吾鸩毒迫以兵，还将赔款争。

上海闽粤，厦门宁波，通商五口成。

香港持相赠，狮旗猎猎控南溟。

谁为戎首，谁始要盟，吾党何日醒。

二、圆明园

江淮湖广红巾横，南疆方用兵。

欧人乘吾衅，英法联军猝入城。

生擒粤帅逼燕京，宫庭猛一惊。

热河北狩，仓猝言和，奇羞城下盟。

宫阙灰飞烬，咸阳一炬劫圆明。

内忧未已，外患迭乘，吾党何日醒。

三、东海滨

斯拉夫族东趋猛，西比利亚平。

黑龙江已定，黑鹜军旗列戌营。

诱吾边将缔新盟，重将界线评。

乌苏利外，兴凯湖东，从今拔汉旌。

崴埠佔形胜，东洋舰队一时成。

引狼入室，揖盗开门，吾党何日醒。

四、甲申

镇南关外风烟暝，南藩泣请兵。

黑旗军犹整，上国援师远出征。

法军舰队肆横行，吞舟跃巨鲸。

宁波石浦，沪尾基隆，隆隆战砲鸣。

鼓浪闽江进，兵轮船厂一时倾。

自顾不暇，遑恤藩屏，吾党何日醒。

五、甲午

风波蓦地潮流劲，扶桑杀气生。

三韩初告警，舰队横飞陆队行。

牙山黄海平壤经，烽烟辽海盈。

金州旅顺，威海荣城，纷纷一掷轻。

一旦辽东并，强俄德法猝缔盟。

谁应吾请，谁为吾争，吾党何日醒。

六、海军港

欧洲均势恒相兢，风潮东亚侵。

胶州先起衅，德国无端驻戍兵。

大连旅顺让俄登，东清铁道成。

广州湾口，威海卫城，相将隶法英。

新界九龙订，三门湾又起纷争。

河山锦绣，豆剖瓜分，吾党何日醒。

七、义和团

汽车电线中途梗，妖拳满燕京。

教堂烧已尽，使馆围攻武卫营。

大沽敌舰砲齐鸣，长驱八国兵。

宫庭鼎沸，惨杀横施，燕云市血腥。

警报中宵紧，乘舆飞鞚向西行。

何以排外，何以交邻，吾党何日醒。

八、东三省

辽东半岛风云紧，强俄未撤兵。

呜呼东三省，第二波兰错铸成。

哥萨克队肆蹂躏，户无鸡犬宁。

日东三岛，顿起雄心，新愁旧恨并。

舰队连樯进，黄金山外砲声声。

俄败何喜，日胜何欣，吾党何日醒。